# Phòng họp

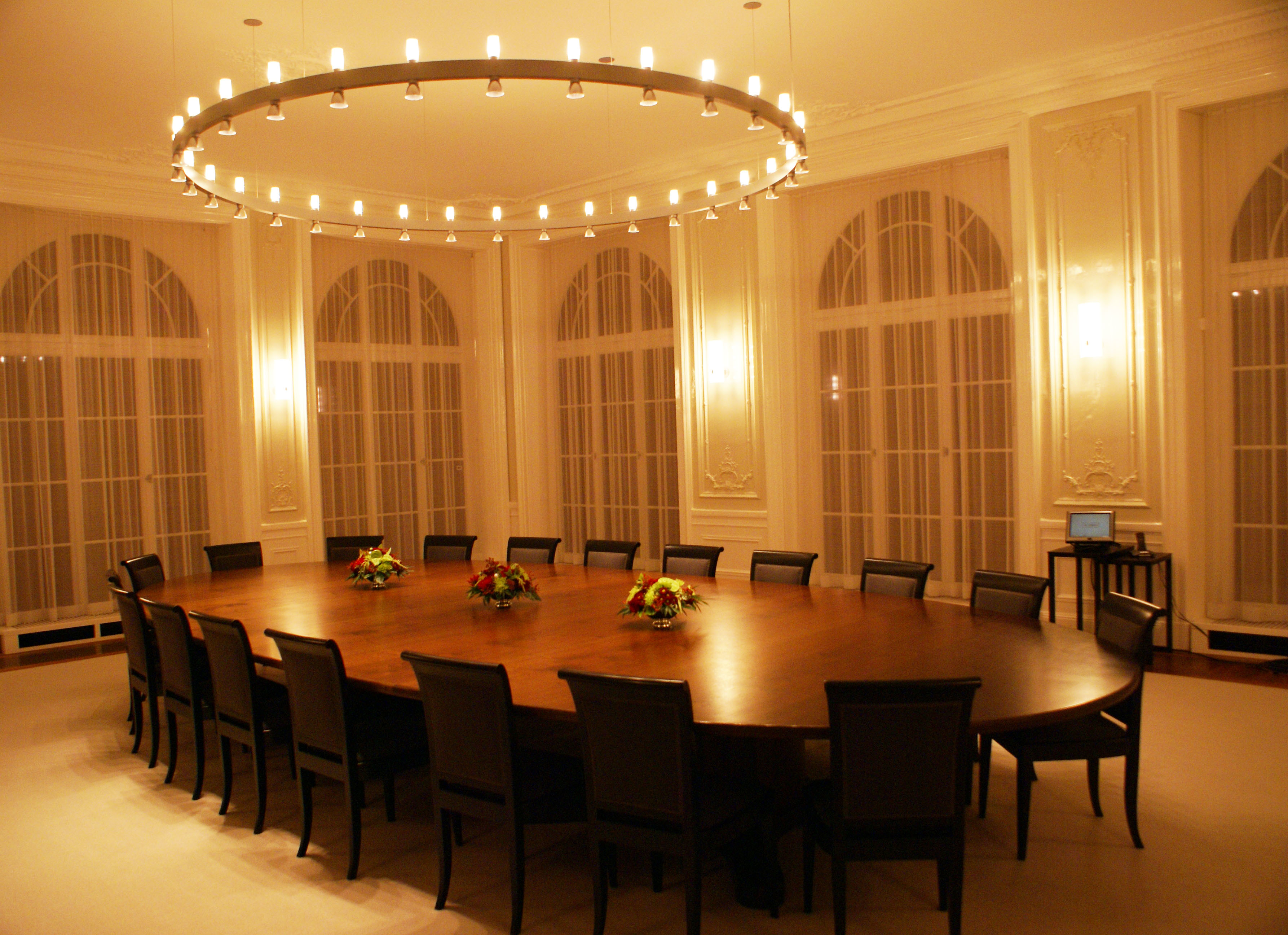
Một phòng họp sang trọng

Phòng họp hay phòng hội nghị, phòng hội đàm, phòng nghị sự là một phòng trong tòa nhà được thiết kế bố trí để làm nơi tổ chức các sự kiện, các nội dung liên quan đến các cuộc họp, hội nghị, tọa đàm, các cuộc nghị sự, hội đàm hay tiếp xúc liên quan đến công việc, công tác, kinh doanh... Phòng họp dùng để họp nội bộ, dùng để tiếp khách, dùng để hội thảo.

## Đặc điểm
Phòng họp được bố trí trong các văn phòng, công sở, Khách sạn, các Trung tâm hội nghị cùng nhiều cơ sở khác, bao gồm cả các bệnh viện, trường học. Đôi khi các phòng khác được sử dụng cho các hội nghị lớn như phòng tiếp khách, trường hoặc phòng hòa nhạc... Thông thường phòng họp là không gian tương đối kín và chỉ những người có phận sự (theo phân công, theo thư mời hoặc có chức trách, hoặc các nhân viên phục vụ được phân công) mới có thể ra vào để bảo đảm việc bảo mật tương đối những nội dung của cuộc họp hay hội nghị (có tính chất nội bộ).

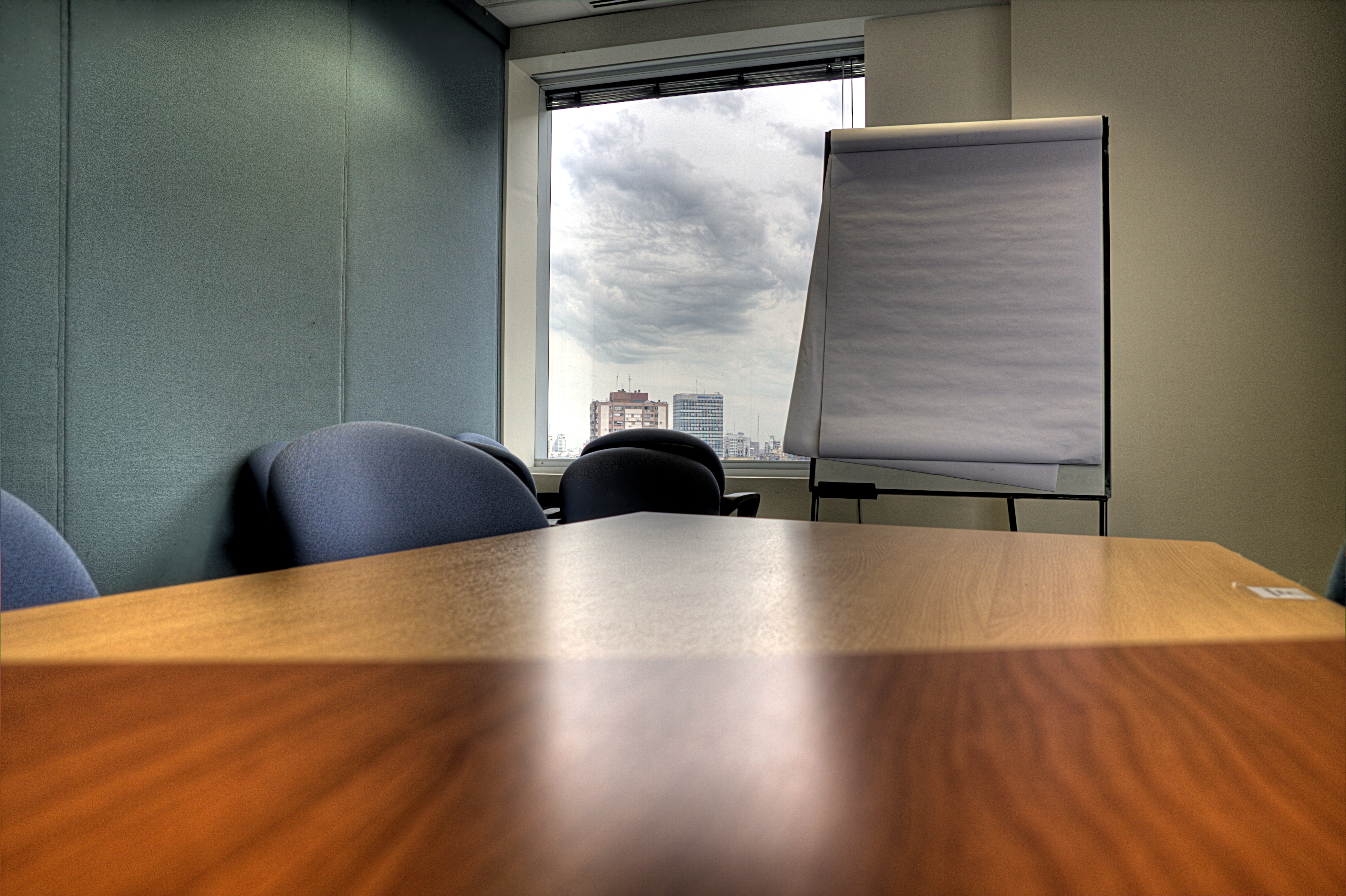
Nội thất trong phòng họp

Phòng họp được trang bị đồ nội thất tiện nghi và thường đơn giản hơn so với các phòng có chức năng trang trí khác. Một yếu tố cơ bản không thể thiếu là các bàn ghế dành cho việc hội họp (gồm bàn hội nghị các loại), ngoài ra còn các nội thất khác như bản đồ, bảng, tủ tài liệu. Trong thời đại ngày nay, việc sử dụng máy chiếu, máy vi tính, dàn âm thanh, ánh sáng, micro được sử dụng thông dụng tại các phòng họp như là một công cụ hỗ trợ cho nội dung cuộc họp, cho các bài trình bày, báo cáo, diễn thuyết, tham luận...
Trong văn phòng thì phòng họp đóng một vai trò quan trọng, là nơi đưa ra những ý tưởng, những định hướng cho công việc của mọi người, đây là nơi mọi người có thể đề xuất ý kiến của bản thân mình. Vì vậy, phòng họp thường được các công ty quan tâm, thiết kế văn phòng để có được một không gian làm việc hiệu quả.